# Comuna Stavceanî, Nova Ușîțea
Stavceanî (în ucraineană Ставчани) este o comună în raionul Nova Ușîțea, regiunea Hmelnîțkîi, Ucraina, formată din satele Liubomîrivka, Slobidka, Stara Huta și Stavceanî (reședința).

## Demografie
Componența lingvistică a comunei Stavceanî
     Ucraineană (94,44%)
     Rusă (5,56%)
Conform recensământului din 2001, majoritatea populației comunei Stavceanî era vorbitoare de ucraineană (94,44%), existând în minoritate și vorbitori de rusă (5,56%).